# Deighton Lisle Ward
Sir Deighton Harcourt Lisle Ward, GCMG y GCVO (16 de mayo de 1909 - 9 de enero de 1984) se graduó del Harrison College en Bridgetown. Se desempeñó como tercer gobernador general de Barbados de 1976 a 1984.

## Biografía
En 1958 fue uno de los candidatos del Partido Laborista de Barbados cuando ganó cuatro, de los cinco escaños en la Cámara de Representantes del Parlamento Federal de la Federación de las Indias Occidentales. Fue masón, así como también presidente de la Asociación de Fútbol de Barbados. El primer gobernador general nativo, sir Arleigh Winston Scott, asumió el cargo en 1967 después de que se concediera la independencia a Barbados en 1966. Diez años más tarde, sir Arleigh murió en el cargo y el 17 de noviembre de 1976, sir Deighton Ward prestó juramento como Gobernador General. El Gobernador General de Barbados es el representante nacional designado por la Reina de Barbados. Isabel II de Barbados es también la jefa de estado de quince estados de la Mancomunidad Británica que fueron antiguas colonias de Gran Bretaña. Deighton Ward fue el gobernador general de Barbados desde 1976 hasta 1984 cuando murió en el cargo. Fue Caballero de la Gran Cruz de la Real Orden Victoriana y Caballero de la Gran Cruz de la Más Distinguida Orden de San Miguel y San Jorge.